# Dietrich (Idaho)
Dietrich è un comune degli Stati Uniti d'America, situato nello stato dell'Idaho, nella contea di Lincoln.